# Piotr Szafraniec (zm. 1437)
Piotr (2) Szafraniec z Pieskowej Skały i Łuczyc herbu Starykoń (zm. 22 lutego 1437 roku ), określany też jako Piotr Szafraniec Starszy lub Piotr Szafraniec Senior.

## Życiorys
Syn Piotra (1) Szafrańca z Łuczyc i Pieskowej Skały (zm. 1398), podstolego krakowskiego. Brat biskupa włocławskiego Jana Szafrańca, Stanisława z Młodziejowic i Tomasza z Łuczyc. Miał syna Piotra (3) Szafrańca i córki Katarzynę, Elżbietę, Katarzynę i Malgorzatę .
Podstoli krakowski od 1398 do 1406 roku. W 1401 roku był sygnatariuszem unii wileńsko-radomskiej. W  latach 1404-1405 otrzymał od Jagiełły jako starosta w zarząd Podole. Od 1406 do 1430 roku podkomorzy krakowski (nadworny).  Był starostą łęczyckim (1406-1418), chęcińskim (1410, 1418-1421), sieradzkim (1418-1437) i krakowskim (1431-1432). 15 lipca 1410 roku odznaczył się w bitwie pod Grunwaldem, w której dowodził 35 chorągwią pod herbem Starykoń . Dowodził w zwycięskiej bitwie z Krzyżakami pod Tucholą 5 listopada 1410 roku, ale miasta nie zdobył . Podpisał pokój toruński 1411 roku. Był sygnatariuszem aktu unii horodelskiej 1413 roku. Był sygnatariuszem pokoju mełneńskiego 1422 roku. Był obecny przy wystawieniu przez Władysława II Jagiełłę przywileju jedlneńskiego w 1430 roku. Od 1428 roku do śmierci w 1433 roku brata Jana Szafrańca, pełniącego funkcję kanclerza, wraz z nim dominował na scenie politycznej jako jeden z przywódców stronnictwa dworskiego wspierającego Władysława Jagiełłę. W latach 1431–1433 wojewoda sandomierski . Od 1433 roku wojewoda krakowski. 31 grudnia 1435 roku podpisał akt pokoju w Brześciu Kujawskim.
Dążył do zawarcia unii z Czechami i pogłębienia związków z Litwą. Sprzyjał husytom. Popierał prawo do tronu synów Władysława Jagiełły.
Po ojcu właściciel zamku w Pieskowej Skale. Wykonując testament brata Jana, byłego rektora uniwersytetu, w 1434 roku podarował uczelni dom przy ulicy Żydowskiej w Krakowie, zakupiony za pieniądze pozostawione przez brata . Pochowany został w kaplicy pod wieżą srebrnych dzwonów w katedrze na Wawelu.